# Understudy
Understudy is een Engelse term die in het theater wordt gebruikt voor iemand die de tekst en choreografie van een belangrijke rol uit zijn hoofd leert en doorgaans meedoet in een andere track in dezelfde productie. Een understudy speelt wanneer de gecaste acteur en de eventuele alternate afwezig zijn. Een andere term hiervoor is doublure.

## Soortgelijke functies
Alternate: Een acteur die alleen te zien is wanneer de eerste acteur uitvalt. Alternates spelen minimaal één keer per week als de eerste acteur een dag(deel) vrij heeft. Het komt voor dat alternates vaker te zien zijn dan de acteur die daarvoor gecast is. Dit zou kunnen komen door vakantie, ziekte of andere werkzaamheden.
Swing: Een acteur die de track van een understudy vervangt. Swings zijn vaak de understudy van de understudy's. Als een understudy opgaat, blijft zijn of haar eigen track leeg. Een swing is een acteur die deze track opvult. Deze acteur kent alle rollen uit het ensemble en staat klaar om in te springen wanneer nodig.

## Wanneer speelt een understudy
Bij enkele producties maken ze flink gebruik van de acteurs en krijgen sommige rollen, naast een alternate, nog een of twee understudy's. Een voorbeeld hiervan is de rol van Glinda uit Wicked. Chantal Janzen was gecast voor de rol. Haar alternate was Céline Purcell. Purcell verving Janzen een paar shows per week wegens televisiewerkzaamheden. Naast Purcell waren Ianthe Tavernier en Manon Novak, beiden uit het ensemble, nog understudy voor deze rol. Een van hen vervulde de rol van Glinda als Janzen en Purcell beiden afwezig waren. De andere shows waren Tavernier en Novak te zien in het ensemble en vervulden zij hun eigen track.

## Bekende understudy's
Veel acteurs zijn bekend geworden nadat ze als understudy of alternate in een grote productie mochten spelen. Deze acteurs krijgen vaak later een kans om op televisie of in een andere productie een vaste rol te spelen. Bekende understudy's zijn of waren: 
- Robin van den Akker
- Cindy Bell
- Ivo Chundro
- Suzanne de Heij
- Manon Novak
- Dieter Spileers
- Ianthe Tavernier
- Sophie Veldhuizen
- Martijn Vogel